# Кириенко, Александр Иванович
Александр Иванович Кириенко (19 октября 1947 — 21 июля 2023) — советский и российский хирург, специалист в области заболеваний венозной системы, академик РАМН (2011), академик РАН (2013).

## Биография
Родился 19 октября 1947 года.
В 1971 году окончил 2 МОЛГМИ имени Н. И. Пирогова (сейчас это — РНИМУ имени Н. И. Пирогова), где затем прошёл путь от ординатора до заведующего кафедрой.
С 1989 по 1999 год — руководитель проблемной научно-исследовательской лабораторией по проблеме ангиологии.
В 2004 году избран членом-корреспондентом РАМН.
В 2011 году избран академиком РАМН.
В 2013 году стал академиком РАН (в рамках присоединения РАМН и РАСХН к РАН).
С 2013 по 2016 год — заведующий кафедрой факультетской хирургии № 1 ЛФ. Затем был почётным профессором этой кафедры.
Скончался 21 июля 2023 года на 76-м году жизни.

## Семья
Сын Пётр — врач анестезиолог-реаниматолог, кандидат медицинских наук.

## Научная деятельность
Специалист в области заболеваний венозной системы, хирург-универсал, обладающий высшей хирургической категорией, провёл третью в мире операцию, когда массивную эмболию удалили, сохранив жизнь матери и ребёнка.
Занимался кардиохирургией, аортальной хирургией, затем проблемами флебологии, отдав не одно десятилетие заболеваниям сосудов нижних конечностей.
Автор более 500 печатных работ, в том числе — учебник «Хирургические болезни», 12 монографий, 6 руководств, 14 изобретений.

### Научно-организационная деятельность
- главный редактор журнала «Флебология», член редколлегий многих хирургических журналов;
- вице-президент Российского общества хирургов, почётный президент Ассоциации хирургов России;
- член совета Европейского общества сосудистых хирургов.

## Награды
- Государственная премия Российской Федерации (в составе группы, за 1992 год) — за разработку и внедрение в практику новых методов профилактики и лечения тромбоэмболии легочной артерии
- Премия Правительства Российской Федерации в области науки и техники (в составе группы, за 2004 год) — за разработку и внедрение в клиническую практику новых технологий диагностики и лечения заболеваний венозной системы с целью оздоровления населения России[3]
- Премия имени А. Н. Бакулева (2009) — за выдающийся личный вклад в развитие флебологии